# Лешиці
Лешиці (пол. Leszyce) — село в Польщі, у гміні Нова-Весь-Велька Бидґозького повіту Куявсько-Поморського воєводства.
Населення — 80 осіб (2011).

## Демографія
Демографічна структура станом на 31 березня 2011 року:
|          | Загалом | Допрацездатний вік | Працездатний вік | Постпрацездатний вік |
| -------- | ------- | ------------------ | ---------------- | -------------------- |
| Чоловіки | 38      | 5                  | 28               | 5                    |
| Жінки    | 42      | 13                 | 19               | 10                   |
| Разом    | 80      | 18                 | 47               | 15                   |